# Ігішев Олександр Сергійович
Олександр Сергійович Ігішев — радянський і український режисер-документаліст, кінорежисер.

## Життєпис
Народився 17 липня 1940 р. в Магадані в родині службовців. 
Закінчив режисерський факультет Всесоюзного державного інституту кінематографії (1964 (майстерня М. Ромма). Проходив практику у Григорія Козинцева на зйомках фільму «Король Лір» (1971).
Працював асистентом режисера на Одеській студії художніх фільмів (1963—1965), режисером Київської кіностудії науково-популярних фільмів (1965—1969), «Білорусьфільму» (1971 — 1974).
З 1975 р. — кінорежисер Одеської кіностудії.
Учасник ліквідації наслідків чорнобильської катастрофи — зняв документальний фільм про Чорнобильську аварію.
Автор циклу документальних фільмів (рос.)«Одесские беседки» — інтерв'ю з відомими людьми Одеси.
Був членом Національної спілки кінематографістів України.
Пішов з життя 6 травня 2011 року.

## Фільмографія
- «Той, що збирає хмари» (1963, к\м, «Ленфільм»)
- «Ось і літо пройшло...» (1972, «Білорусьфільм»)
- «Бути людиною» (1973, 2 с, «Білорусьфільм»)

Створив науково-популярні стрічки:
- «Комплексна механізація ремонта залізничних вагонів»
- «Техніка безпеки при роботі з ядохімікатами» (1966)
- «Гігієна житла»
- «Іван Котляревський» (1967)
- «Полімери в нашому домі» (1967)
- «Ікар—68» (1968)
- «Роздуми про допитливість» (1969)
- «Я + Ти = ?» (1970)

а на Одеській кіностудії — фільми:
- «Доля барабанщика» (1975, т/ф, 3с)
- «У мене все нормально» (1978)
- «Літо прийшло» (1979, приз «Золотий корабель» VIII Міжнародного кінофестивалю медико-санітарних фільмів, Варна, 1979),
- «Я — Хортиця» (1981)
- «Весільний подарунок» (1982, у співавт. з Р. Биковим та Р. Есадзе) та ін.